# 穆公 (陳)
穆公（ぼくこう、生年不詳 - 紀元前632年）は、春秋時代の陳の君主（在位前647年 - 前632年）。姓は嬀、名は款。陳の宣公の子として生まれた。紀元前653年、陳の世子として斉の桓公・魯の僖公らと甯母で盟を交わした。紀元前652年、世子として斉の桓公を中心とする諸侯と洮で盟を交わした。紀元前648年12月に宣公が死去すると、後をうけて陳国の君主となった。紀元前647年、斉の桓公を中心とする諸侯と鹹で会合した。紀元前645年、斉の桓公を中心とする諸侯と牡丘で会合した。紀元前644年、斉の桓公を中心とする諸侯と淮で会合した。斉の桓公の死後もしばらくは斉を中心とする諸侯の結束を支持しつづけ、紀元前641年には人を派遣して斉での盟約に参加させている。紀元前639年、楚の成王を中心とする諸侯と盂で会合した。紀元前633年、楚を中心とする連合軍に参加し、宋を包囲した。紀元前632年、死去した。子の共公が後を嗣いだ。